# Lacedemón
Lacedemón o Lacedemonia (en griego Λακεδαίμων o Λακεδαιμωνία) era en tiempos históricos el nombre correcto del Estado espartano. Su ubicación geográfica es 37°04′N 22°26′E / 37.067, 22.433.
Homero y Heródoto solo utilizan el primero de estos apelativos, y en algunos pasajes parece referirse a la ciudadela en la parte alta de la ciudad (la Terapna de tiempos posteriores), en contraste con la parte baja de la ciudad, la Esparta propia, a la que hace referencia Tucídides. En la actualidad, Lacedemonia es el nombre de una prefectura griega, también conocida como Laconia.
Cuando se habla de los siete sabios de Grecia en el diálogo de Platón, Protágoras, se menciona a la gente de Lacedemón como particularmente breve en su forma de expresarse. A esta breve y concentrada expresión se debe que sus dichos eran leídos en Delfos; por ejemplo, "conócete a ti mismo". De aquí proviene la palabra lacónico.
Los lacedemonios fueron el único pueblo griego que poseía un ejército de tiempo completo en la antigua Grecia. Sus instituciones estatales y sistema educativo estaban creados con la única finalidad de crear soldados altamente preparados.  Estos soldados pintaban con rojo la letra griega lambda mayúscula (Λ) en sus escudos para identificarse como soldados de Lacedemonia, su ciudad-Estado o polis.